# Hirpiner
Hirpinerna var ett italisk fornfolk som talade oskiska och bodde i Hirpinien. Hirpinien gränsar till Basilicata i söder, Apulien i öster och Kampanien i väst och sammanfaller delvis med Samnium.  Hirpinerna var även en av de fyra stammarna i det samnitiska förbundet. Romerska nedtecknare nämner inte hirpinerna utan tenderar att istället tala om samniter, vilket bland annat innebär att man ofta inte kan särskilja hirpinerna från andra samnitiska folk. Till exempel nämns inte deras namn i samband med samniterkrigen, trots att kriget till stor del utspelades i Hirpinien: staden som på oskiska hette Maloenton, på latin Maleventum och på italienska Benevento ligger i Hirpinien och var central under samniterkrigen. Vi vet inte heller när romarna underkuvade hirpinerna, men man kan vara ganska säker på att det var innan man grundade kolonin Beneventum 268 f.Kr..
Hirpinerna beskrivs som ett eget folk under det andra puniska kriget, då de i likhet med  caracener och caudier ställde sig på Hannibals sida efter slaget i Cannae 216 f.Kr. och Hirpinien bler skådeplatsen för sammanstötningar mellan romare och kartager 214 f.Kr. och 212 f.Kr.. Först när Hannibal helt förlorade fotfästet i Italien 209 f.Kr. underkastade hirpinerna sig Rom. Genom att förråda de kartagiska garrisonerna i de hirpinska städerna fick hirpinerna förmånliga villkor av Rom. 
Nästa gång hirpinierna syns i historien är i samband med bundsförvantskriget (91 f.Kr. - 88 f.Kr.) då de tillhörde de folk som först tog till vapen. Året därpå (90 f.Kr.) tog Sulla Aeculanum som var en av hirpinernas starkaste fästen vilket ledde till att de andra hirpinerna gav sig. De tycks ha kommit lindrigare undan än andra samniter, men det finns tecken som tyder på att betydande delar av deras territorium konfiskerades och hamnade i händerna på romerska adelsmän.
I Augustus regionsindelning separerades hirpinerna från de andra samniterna: Hirpinum hamnade i andra regionen (tillsammans med Apulien och Kalabrien) medan själva Samnium kom att tillhöra den fjärde regionen, en uppdelning som kom att återskapas även i framtida romerska regionindelningar. 
Städer som med säkerhet var hirpinska var Beneventum, Aeculanum, Abellinum, Aletrium, Compsa, Aquilonia, Romulea, Trivicum, Equus Tuticus, och Murgantia. Hirpinierna lever fortfarande kvar i ortnamn och beteckningar. Den stora jordbävning som drabbade syditalien 1980 kallas exempelvis på engelska och italienska för den irpinska jordbävningen.